# Egli MRD 1
Die Egli MRD 1 ist ein Sportmotorrad des Schweizer Motorradherstellers Fritz Egli, das von 1979 bis 1981 gebaut wurde. Die MRD 1 war mit einer Höchstgeschwindigkeit von 300 km/h bis Ende der 1990er Jahre das schnellste straßenzugelassene Motorrad der Welt.

## Geschichte und Technik
Die Entwicklung der Egli MRD 1 wurde von der Zeitschrift MOTORRAD Revue initiiert. Die Redaktion beauftragte für die Erstauflage und eine passende Titelgeschichte den Schweizer Fritz Egli, das schnellste Motorrad der Welt zu bauen. Egli begann im September 1978 mit dem Aufbau des Motors. Als Basis wählte er den luftgekühlten Motor der Kawasaki Z 900, dessen Gehäuse eine dickere Wandung als das Nachfolgemodell Z 1000 aufwies. Der Motor wurde zerlegt und der Zylinderblock aufgebohrt, Schmiedekolben eingebaut und ein Abgasturbolader von ATP steigerte die Leistung. Ventiltrieb und Zylinderkopf blieben unverändert. Je nach Ladedruck (0,7 bis 0,9 bar) wurden 155 PS (114 kW) (140 PS (103 kW) am Hinterrad) und bei Motoren mit Ölkühler bis 180 PS (132 kW) gemessen. 
Das Fahrgestell war ein Zentralrohrrahmen, den Urs Scheidegger fertigte. Eine 36 mm-Egli-Racing-Gabel mit Gabelstabilisator und Cantileverschwinge führten die Magnesium-Gussräder mit Reifen der Größe 100/90 V 18 (vorn) und 120/90 V 18 (hinten). Gebremst wurde mit Brembo-Doppelscheibenbremse von 280 mm (vorn) und Einscheibenbremse (hinten). Lackierung und Aufkleber gestaltete Rainer Schuler, damaliger Chefdesigner der Zeitschrift Motorrad.
Die Egli MRD 1 erreichte in der 155-PS-Version (1979) eine Beschleunigung von 0 auf 100 km/h in 2,4 Sekunden, von 0 auf 200 km/h in 7,1 Sekunden, die Viertelmeile in 9,3 Sekunden und eine Höchstgeschwindigkeit von 297 km/h, Werte die erst 1999 von einem Serienmotorrad, der Suzuki Hayabusa 1300 übertroffen wurden.
Fernsehkoch Horst Lichter ist einer der Besitzer einer seltenen Egli MRD 1, von der „eine Handvoll“ (fünf) gebaut wurden. Die Anzahl der verkauften Replica-Motorkits ist nicht bekannt. Das Magazin Oldtimer Markt taxierte 2014 den Wert einer Egli MRD 1 auf 65.000 €.

## Egli-Colani

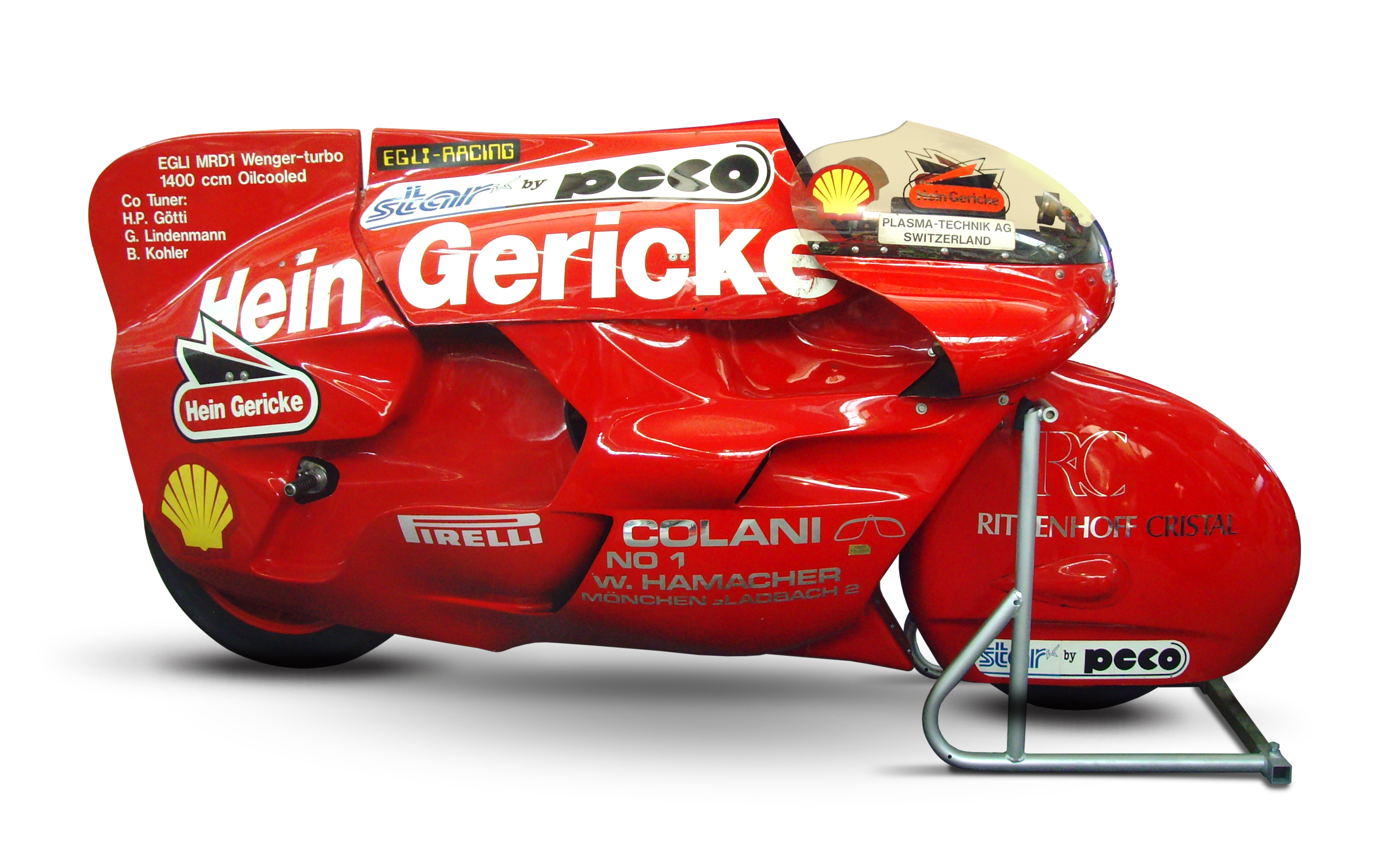
Die, von Colani, vollverkleidete MRD1 für den Weltrekordversuch

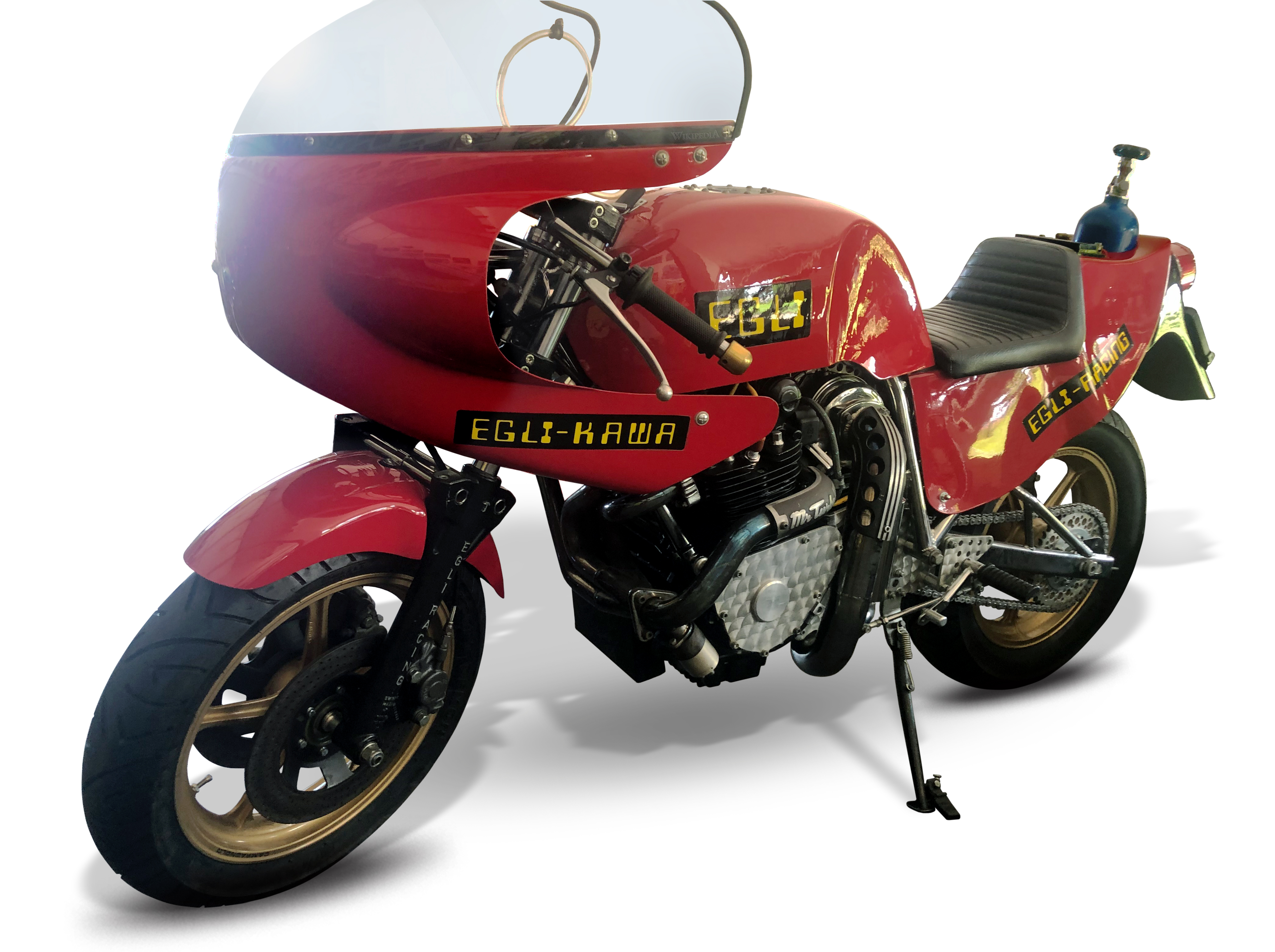
EGLI-Kawasaki MRD1 1980 mit Turbolader und zusätzlicher Lachgaseinspritzung (blaue Druckflasche im Heck)

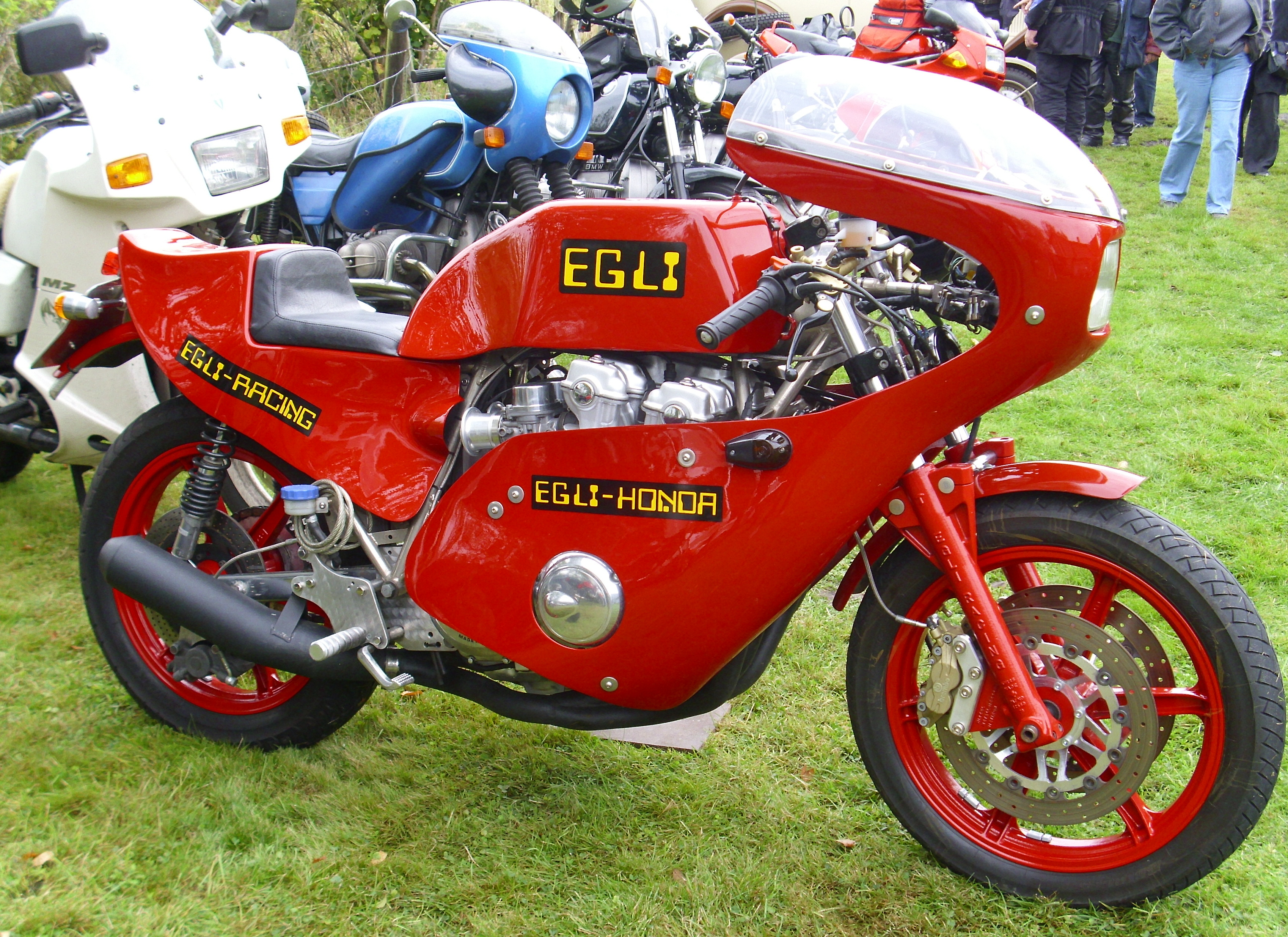
Egli-Honda (1978), Vorläufer der MRD1

1986 entwickelte Egli zusammen mit dem Designer Luigi Colani die Egli-Colani, eine Rennmaschine mit Stromlinienverkleidung auf Basis der MRD 1. Dieser ungewöhnliche Entwurf bezog auch das Vorderrad und den Fahrer als Träger eines Teils der Verkleidung mit ein. In dem Zentralrohrrahmen hing ein Kawasaki-Z900-Motor, dessen bereits auf 1016 cm³ erweiterter Hubraum nochmals auf 1425 cm³ „aufgebohrt“ wurde. Zusammen mit dem Turbolader konnte so eine Leistung von 300 PS (221 kW) erreicht werden. Am 6. Dezember 1986 wurde damit ein Geschwindigkeitsrekord über 10 km mit stehendem Start von 272,414 km/h erzielt.
Bei der Rekordfahrt des 21 Jahre alten Urs Wenger (einem Angestellten von Egli) auf der Hochgeschwindigkeitspiste in Nardò wurde die Verkleidung – anders als bei den vorangegangenen Tests – nicht eingesetzt: „Wegen den unberechenbaren Seitenwinden war es dann leider zu gefährlich, mit Colanis Verkleidung zu fahren. Wir beschlossen, sie abzunehmen, erhöhten zur Kompensation den Ladedruck und die Motorleistung und beschlossen, so anzugreifen“. (Zitat: Fritz Egli)